# Niepokalane Poczęcie (obraz Francisca Goi)
Niepokalane Poczęcie (hiszp. Inmaculada Concepción) – obraz olejny hiszpańskiego malarza Francisca Goi znajdujący się w kolekcji Prado w Madrycie. Prawdopodobnie jest to szkic do zaginionego w czasie hiszpańskiej wojny o niepodległość wielkoformatowego obrazu ołtarzowego z kościoła w Salamance.

## Okoliczności powstania
Temat Niepokalanego Poczęcia był bardzo popularny w Hiszpanii w XVIII wieku, ponieważ Karol III ogłosił Matkę Bożą Niepokalaną patronką Hiszpanii i ustanowił order pod jej wezwaniem. W 1783, dzięki wstawiennictwu polityka i mecenasa Gaspara Melchora de Jovellanosa, Goya otrzymał zamówienie na namalowanie grupy czterech obrazów do kaplicy w Szkole Matki Bożej Niepokalanej Zakonu Kalatrawy (Colegio de la Inmaculada de la Orden de Calatrava) w Salamance. Rektor szkoły postanowił wymienić ozdobne barokowe rzeźby, zaprojektowane kilkadziesiąt lat wcześniej przez architekta Joaquina de Churriguerrę, na surowe, kamienne nastawy ołtarzowe z obrazami. Projekt ołtarzy powierzył Pedrowi Arnalowi, dyrektorowi katedry architektury w Królewskiej Akademii Sztuk Pięknych św. Ferdynanda.
Wykonane przez Goyę dzieła przedstawiały: Misterium Niepokalanego Poczęcia (którego czci przysięgali bronić rycerze Orderu Kalatrawy, przeznaczone do głównego ołtarza), Świętego Rajmunda z Fitero w rycerskiej zbroi w Kalatrawie, Świętego Benedykta niszczącego bożki i Świętego Bernarda obejmującego krzyż. Wszystkie cztery obrazy zaginęły lub zostały zniszczone podczas hiszpańskiej wojny o niepodległość, prawdopodobnie w okresie zbliżonym do bitwy pod Salamanką w 1812. Krótko przed otwarciem kościoła dla kultu, w lipcu 1790, sporządzono opis jego wnętrza zawierający przegląd ram architektonicznych, w których mieściły się dzieła Goi. Jedynymi oryginalnymi elementami, jakie zachowały się do dziś, są cztery korynckie kolumny w głównym ołtarzu, wśród których znajdowało się Niepokalane Poczęcie.
W liście z 10 października 1784 Goya informował, że płótna zostały skończone. Główny obraz mierzył „trzynaście stóp wysokości i połowę mniejszą szerokość” (3,64 × 1,82 m) i przedstawiał „tajemnicę poczęcia Najświętszej Maryi Panny na tronie z aniołami w chwale Ojca Przedwiecznego”. Niewielkich rozmiarów obraz z kolekcji Prado odpowiada temu opisowi i jest uważany za szkic przygotowawczy, który Goya przedstawił Radzie Zakonów Wojskowych do zatwierdzenia, zanim rozpoczął pracę nad ostatecznym obrazem.
Za obrazy Goya otrzymał 32 tys. reali de vellón, w postaci akcji Banku San Carlos. Jovellanos wyraził satysfakcję z pracy Goi i szybkości wykonania zlecenia. Szkic znajdował się w jego posiadaniu, możliwe, że otrzymał go od malarza w dowód wdzięczności.

## Atrybucja

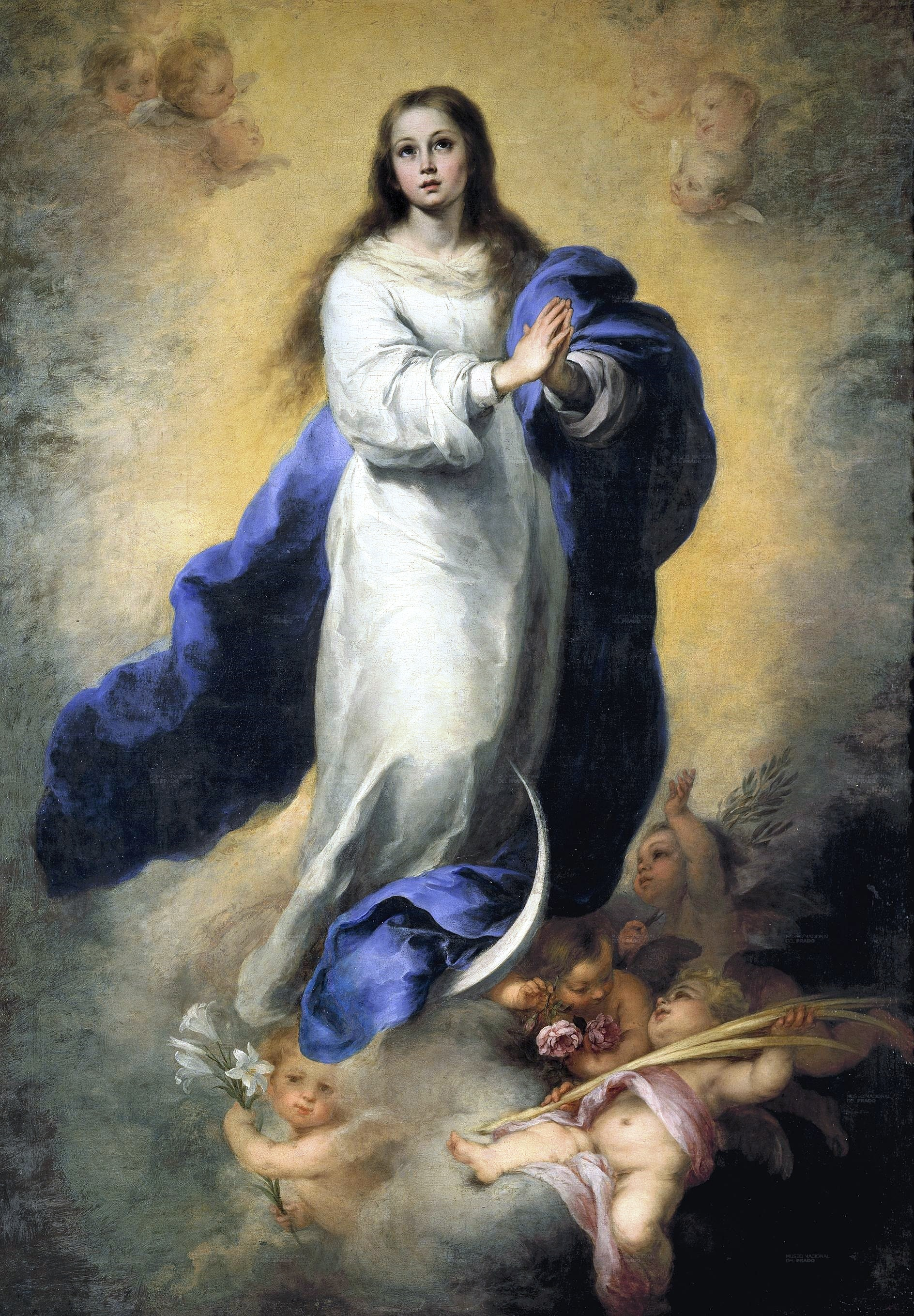
Niepokalane Poczęcie Murilla, 1660–1665

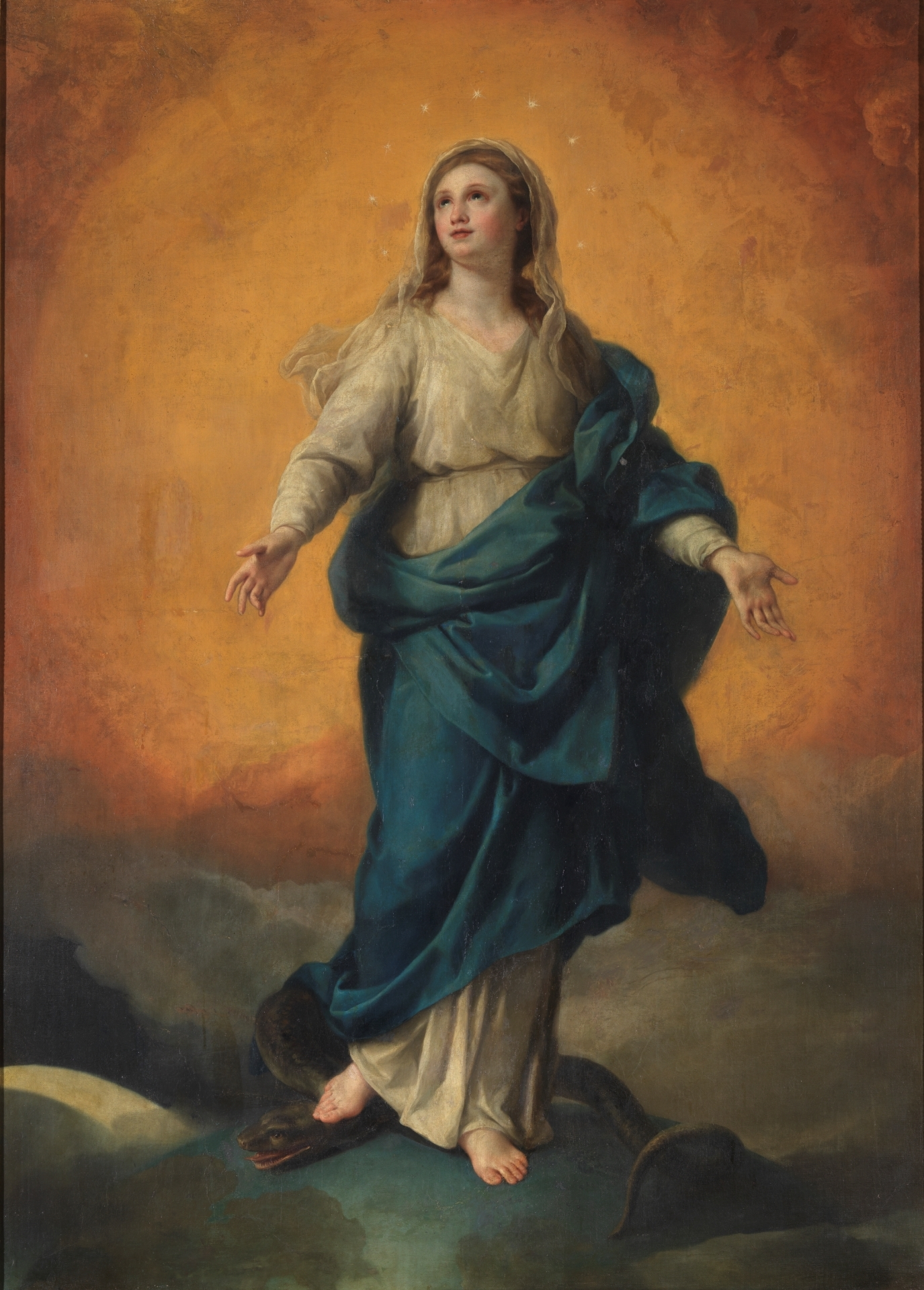
Niepokalane Poczęcie Antona Raphaela Megsa, XVIII w.

Atrybucja tej pracy nie jest akceptowana przez wszystkich ekspertów w dziedzinie twórczości malarza. 14 stycznia 1892, w momencie włączenia dzieła do zbiorów Muzeum Prado uważano je za oryginalny obraz Goi. Potwierdza to towarzyszący mu raport sekretarza generalnego Królewskiej Akademii Sztuk Pięknych św. Ferdynanda. Pomimo tego przychylnego raportu obraz pozostawał zapomniany w muzealnym magazynie. Dopiero w 1977 ówczesny dyrektor instytucji, Xavier de Salas, potwierdził jego autorstwo, przedstawiając poparte dokumentacją dowody, które powiązały dzieło z pozycją z kolekcji Jovellanosa. Na odwrocie obrazu, na krośnie malarskim znajduje się inskrypcja z drugiej połowy XIX wieku, naniesiona przez właścicielkę Eulalię Garcíę, o treści: „Oryginał Goi pochodzi z Galerii Jego Ekscelencji Pana Gaspara Jovellanosa / Podarował mi Pan Acisclo Fernández Vallín, który był nauczycielem mojego syna Felipe”. Wzmianka o tej pracy (wskazująca, że jest to szkic) pojawia się także w korespondencji Jovellanosa, co popiera tę identyfikację. Według Salasa jedynym prawdopodobnym wyjaśnieniem zapomnienia obrazu w magazynie jest to, że dyrekcja muzeum zlekceważyła atrybucję dzieła. Tego typu obraz był z pewnością drugorzędny dla zbiorów, mający znaczenie zasadniczo dokumentalne i historyczne. Po publikacji Salasa obraz stał się częścią stałej ekspozycji Prado; w katalogu muzeum pojawia się po raz pierwszy w 1985.
Pojawiły się też argumenty przeciwko atrybucji Salasa. Inskrypcja została naniesiona przez byłą właścicielkę, zainteresowaną sprzedażą obrazu do muzeum, dlatego nie można z pewnością uznać jej treści za prawdziwą. Ponadto wymieniony na niej poprzedni właściciel matematyk Acisclo Fernández Vallín był malarzem amatorem. W 1848 wykonał kopię Portret Gaspara Melchora de Jovellanosa pędzla Goi. Ostateczne dzieło, do którego powstał ten szkic, nie jest znane. Ponadto styl nie odpowiada innym szkicom malarza o podobnym temacie, jak np. Objawienie Matki Bożej z Pilar świętemu Jakubowi, gdzie rysunek jest bardziej szkicowy i wykonany za pomocą szybkich pociągnięć pędzla, w porównaniu z dokładniejszym i bardziej wykończonym Niepokalanym Poczęciu.

## Opis obrazu
Maryja ma na sobie białą suknię – symbol czystości oraz niebieski płaszcz – symbol wieczności, stoi na półksiężycu i kuli ziemskiej otoczonej chmurami. Depcze węża trzymającego w paszczy jabłko – symbol władzy nad grzechem. Niepokalanej towarzyszą niosące lilie aniołki z kolorowymi szarfami kłębiącymi się w powietrzu. Są to tradycyjne elementy barokowej ikonografii Niepokalanej. Jednak Goya interpretuje postać dziewicy zgodnie z zasadami neoklasycyzmu, dopasowując ubiór do ciała w naturalny sposób, zamiast przedstawić szaty sztucznie unoszące się i spowijające postać. Maryja ma spuszczony wzrok i ręce złożone w modlitwie na wysokości piersi, jej twarz wyraża spokój i pogodę ducha. Nad nią widać rozmytą postać Boga Ojca otoczonego aniołami, z symbolem Trójcy nad głową, rozkładającego ramiona w geście opieki i błogosławieństwa. Postaci są skąpane w złotym świetle charakterystycznym dla nadprzyrodzonego zjawiska. Postać Maryi jest lekko obrócona w lewo i dość statyczna, brak typowego zgięcia nogi jak na obrazach Murilla. Z drugiej strony otaczające ją postaci aniołów i Boga Ojca tworzą wrażenie ruchu. Maryja znajduje się w centrum harmonijnie skonstruowanej kompozycji, jej smukła sylwetka wyznacza pionową oś, którą podkreślają podłużne linie fałd tuniki. Efekt głębi jest wzmocniony przez ukośny układ sylwetki Boga Ojca. Możliwe, że Goya inspirował się modelem kompozycyjnym Antona Raphaela Megsa. Przezroczyste warstwy farby wykonane lekkimi pociągnięciem pędzla i o efekcie zbliżonym do akwareli przywołują styl Giaquinta.

## Proweniencja
Pierwszym właścicielem obrazu był najprawdopodobniej polityk Gaspar Melchor de Jovellanos, który otrzymał go od Goi przed sierpniem 1800 i włączył do kolekcji małych obrazów i rycin w swoim pałacu w Gijón. Następnie obraz odziedziczył jego siostrzeniec Baltasar Cienfuegos, który posiadał obraz w latach 1811–1827. Prawdopodobnie od jego spadkobierców obraz otrzymał dyrektor Królewskiego Instytutu Jovellanosa Alonso Fernández Vallín, a następnie jego syn Acisclo Melchor Fernández Vallín y Bustillo, który jest wspomniany na inskrypcji na krośnie malarskim, na odwrocie obrazu. Podarowany Eulalii Garcíi Riverze, od której obraz kupiło Ministerstwo Rozwoju dla Muzeum Prado 10 listopada 1891, za cenę 3000 peset.